# الدين والختان
عادة ما تكون عملية الختان مدفوعة بدوافع دينية وتجرى بعد الولادة بفترة وجيزة، أو خلال مرحلة الطفولة، أو عند سن البلوغ كجزء من طقوس العبور. تنتشر عملية الختان بشكل خاص بين أتباع الديانتين اليهودية والإسلامية. يمارس أتباع هاتين الديانتين الختان لأسباب دينية بالمقام الأول.

## الأديان الابراهيمية

### اليهودية
إن طقوس الختان، وفقًا للتوراة والهلاخاه (الشريعة اليهودية)، عامة لجميع اليهود الذكور وعبيدهم (سفر التكوين 10-13:17) وهي وصية من الله يُلزم اليهود بأدائها في اليوم الثامن بعد الولادة، ولا يمكن إلغاؤها أو تأجيلها إلا في حالة تهديد حياة أو صحة الطفل. يعتقد اليهود أن (الأممين) غير اليهود ليسوا ملزمين باتباع هذه الوصية لأنها ملزمة للشعب اليهودي حصريًا؛ فوفقًا للشريعة اليهودية، لا يطبق على غير أتباع اليهودية سوى شرائع نوح السبع.

#### في الكتاب العبري
أشار الكتاب العبري المقدس للختان عدة مرات. فُرض الختان على الأب المكرم إبراهيم وعلى نسله وعبيدهم باعتباره «عربونًا للعهد» الذي أبرمه الله مع إبراهيم لجميع الأجيال القادمة، «عهدًا أبديًا» وفقًا ل (سفر التكوين 17:13)؛ لذلك يلتزم به بشكل عام أتباع اثنتين من الديانات الابراهيمية (اليهودية والإسلام).
عقوبة عدم الالتزام بفريضة الختان في الديانة اليهودية هي الكارث (الكلمة العبرية المرادفة للعزل عن الناس) (سفر التكوين 17:10-14, 21:4; سفر اللاويين 12:3). كان من الواجب على غير الإسرائيليين إجراء الختام قبل السماح لهم بالمشاركة بعيد الفصح (سفر الخروج 12:48).
كان من العار على الإسرائيلي أن يكون غير مختون (سفر يشوع 5:9). أصبح اسم أريليم («غير مختون») مصطلحًا ازدرائيًا، ولا سيما للفلسطينيين الذين قد تعود أصولهم لليونان، في سياق الحروب الشرسة التي تم سردها في سفر صموئيل الأول (14:6, 31:4). عندما رغب القائد العام (والملك المستقبلي)، داوود، بالزواج من ابنة الملك شاؤول (طالوت)، طلب الملك «مهرًا» مروعًا يتمثل بمئة قلفة من الفلسطينيين. لم يكتفِ داوود بذلك، بل «ذهب هو ورجاله وقتل من الفلسطينيين مئتي رجل وأتى داود بغلفهم فأعطوها للملك لمصاهرته فأعطاه شاؤول ميكال ابنته امرأة» (سفر صموئيل الأول 18:25).
تستخدم كلمة «غير مختون» جنبًا إلى جنب مع مصطلح نجس («غير نقي») لوصف الوثنيين (سفر إشعياء 52:1). تستخدم كلمة آريل أيضًا للإشارة إلى «أصحاب القلوب غير القابلة للاختراق» (سفر اللاويين 26:41، «قلوبهم غير المختونة»؛ انظر أيضًا إرميا 9:25؛ سفر حزقيال 44:7-9)؛ وتستخدم أيضًا للدلالة على ثمار الفاكهة في السنوات الثلاث الأولى لنمو الأشجار والتي يكون أكلها محرمًا في الديانة اليهودية (سفر اللاويين 23:19). «وُصف الفلسطينيون بشكل متكرر، وأكثر من أي أمة أخرى بغير المختوتين» في الكتاب المقدس العبري.
مع ذلك، من الواضح أن الإسرائيليين الذين ولدوا في البرية بعد الخروج من مصر لم يختنوا مواليدهم من الذكور. وفقًا لسفر يشوع 5:2-9، «لأن كل الشعب الذين خرجوا (من مصر) كانوا مختونين، وأما جميع الشعب الذين ولدوا في الفقر على الطريق بخروجهم من مصر فلم يختنوا». مع ذلك، يُقال بأن يشوع قد ختنهم جميعًا في منطقة الجلجال قبيل الاحتفال بعيد الفصح.
يحتوي الكتاب المقدس العبري على العديد من الروايات التي ذُكر فيها الختان، منها الختان ومجزرة شكيم (سفر التكوين 34-1 -35:5)، ومهر المئة قلفة (سفر صموئيل الأول 18:25 – 27) وقصة تهديد الرب بقتل موسى، واسترضائه بختان زوجته، صفورة، لابنهما (سفر الخروج 24-26: 4)، والختان في الجلجال في سفر يشوع 5.
يستخدم مصطلح الختان في الكتاب المقدس العبري للدلالة على معان أخرى. كُتب في سفر التثنية (10-16) «فاختنوا غرلة قلوبكم» وفي سفر إرميا (4:4) «اختنوا للرب وانزعوا عزلة قلوبكم يا رجال يهوذا وسكان أورشليم»، وفي سفر إرميا (6:10) «من أكلمهم وأنذرهم فيسمعوا؟ ها إنّ أذنهم غلفاء فلا يقدرون أن يصغوا» (يوضح التناخ الجديد القصد من استخدام مصطلح غلفاء للأذن بأنه يعبر عن انسدادها). في سفر إرميا (9: 25-26) «ها أيام تأتي، يقول الرب، وأعاقب كل مختون وأغلف؛ لأن كل الأمم غلف وكل بيت إسرائيل غلف القلوب». يضيف التناخ الجديد ملاحظة «غلفة القلوب تعني أن قلوبهم محجوبة عن وصايا الله». وصف الكتاب المقدس العبري القبائل غير اليهودية التي مارست الختان بأنها «مختونة بغير ختان» (سفر إرميا 9:24).

### عقيدة الدروز
يمارس الختان عند الدروز على نطاق واسع كتقليد ثقافي دون أن يكون له أهمية دينية في العقدية الدرزية. لا يوجد تاريخ خاص لهذا الفعل في الديانة الدرزية: عادة ما يُختن المواليد الذكور بعد فترة وجيزة من ولادتهم، إلا أن بعضهم يظل غير مختون حتى سن العاشرة، وربما بعدها. بعض الدروز لا يختنون أطفالهم الذكور، رفضًا لمراعاة «العادات الإسلامية الشائعة».

### الإسلام
أصل الختان في الإسلام هو موضوع نقاش ديني وعلمي. في زمن نبي الإسلام، كانت القبائل العربية الوثنية تختن أبناءها، كما كان الختان منتشرًأ عند القبائل اليهودية في شبه الجزيرة العربية لأسباب دينية، وهو ما وثقه العالم المسلم، الجاحظ، والمؤرخ الروماني اليهودي، يوسيفوس فلافيوس.
للمذاهب الأربعة في الفقه الإسلامي آراء ومواقف مختلفة تجاه الختان. طبقًا للشافعي والحنبلي يعد الختان واجبًا على المسلمين، بينما يرى الفقهاء الحنبليون أن الختان موصى به حصريًا للذكور المسلمين في اليوم السابع من الولادة. أرجع بعض السلفيين السبب من إجراء عمليات الختان بتوفير النظافة الطقوسية بناءً على عهد النبي إبراهيم.
في حين يرتبط ختان اليهود ارتباطًا وثيقًا بالطقوس والتقاليد، لا يوجد في الإسلام سن محدد للختان. لذلك، يوجد تباين كبير في عمر الذكر وقت ختانه بين المجمتمعات المسلمة، ويتم الختان في الكثير من الأحيان في أواخر مرحلة الطفولة أو في سن المراهقة المبكرة، ويعتمد ذلك على الأسرة والمنطقة والبلد. كما تتأثر الإجراءات المستخدمة للختان بالثقافات والأسر والزمن. في بعض البلدان ذات الأغلبية المسلمة، يختن الصبيان المسلمين بعد تعلمهم قراءة القرآن كاملًا من البداية وحتى النهاية. في ماليزيا ومناطق أخرى، يخضع الصبي عادة لعملية الختان بين سن العاشرة والثانية عشر، فهو من طقوس البلوغ، ويعرف الفتى بعدها بأنه بالغ، وعادة ما تكون طقوس الختان مصحوبة بالموسيقى والأطعمة الخاصة والكثير من الاحتفالات.
لا يوجد في الإسلام ما يعادل الموهليم في اليهودية، وعادة ما يُختن الصبيان المسلمين في المرافق الصحية والمستشفيات، وعلى يد ممارسين طبيين متدربين. يمكن أن يكون الخاتن ذكرًا أو أنثى، ولا يُشترط أن يكون مسلمًأ ولا يشترط أن يتحول إلى الإسلام.

## الأديان الهندية
لا يوجد أي إشارة للختان في الكتب الهندوسية المقدسة، ويبدو أن الديانتين الهندوسية والبوذية قد تبنتا وجهة نظر محايدة بشأن الختان. مع ذلك، لا تشجع الهندوسية الختان غير الطبي، فالعقيدة الهندوسية ترى أن الجسد من صنع الرب القدير، ولا يحق لأحد أن يغيره إلا بإرادة الشخص الذي سيخضع للتغيير. يعتبر بعض معلمو الهندوسية (الغورو) أن الختان يتعارض بشكل مباشر مع الطبيعة وتصميم الرب.